# Peter Joachim Friedrich
Peter Joachim Friedrich (* 3. März 1938 in Düsseldorf) ist ein deutscher Ökonom.

## Leben
Nach dem Schulbesuch in Bad Essen und Osnabrück studierte er Wirtschaftswissenschaften an der Universität Münster (Diplom-Volkswirt 1964). Er war von 1964 bis 1974 Assistent am Lehrstuhl für Öffentliche Finanzen (Herbert Timm) und Lehrbeauftragter an der Universität Münster. Nach der Promotion 1969 in Münster und Habilitation 1973 hatte er von 1974 bis 1978 den Lehrstuhl für Öffentliche Finanzen an der Universität Siegen inne. Von 1978 bis 1988 war er Lehrstuhlinhaber für Öffentliche Finanzen an der Universität Bamberg. Von  1988 bis 2006 war er Lehrstuhlinhaber für Öffentliche Finanzen an der Universität der Bundeswehr München.

## Schriften (Auswahl)
- Volkswirtschaftliche Investitionskriterien für Gemeindeunternehmen. Tübingen 1969, OCLC 611195941.
- Standorttheorie für öffentliche Verwaltungen. Baden-Baden 1976, ISBN 3-7890-0165-1.
- mit Peter Kupsch: Die Besteuerung öffentlicher Unternehmen. Baden-Baden 1981, ISBN 3-7890-0625-4.
- mit Hermann J. Liebel und Edith Buckl: Behördenverlagerung. Baden-Baden 1988, ISBN 3-7890-1482-6.